# Aruwimi (distrikt)
Aruwimi var ett distrikt i Kongostaten och Belgiska Kongo under perioden 1895–1932. Namnet kommer från Aruwimifloden. Det upprättades genom delning av Aruwimi-Uele och slogs ihop med Stanleyville.
I huvudorten Basoko fanns under Kongostatens tid territoriell domstol, militärdomstol, folkbokföringskontor, postkontor, medicinsk station och notariat. Isangi var huvudstation för Société d'agriculture et de plantation och Ilambi huvudstation för Compagnie du Lomami.